# Pic du Jer
Il Pic du Jer è una montagna dei Pirenei, situata nei pressi di Lourdes.

## Storia e descrizione

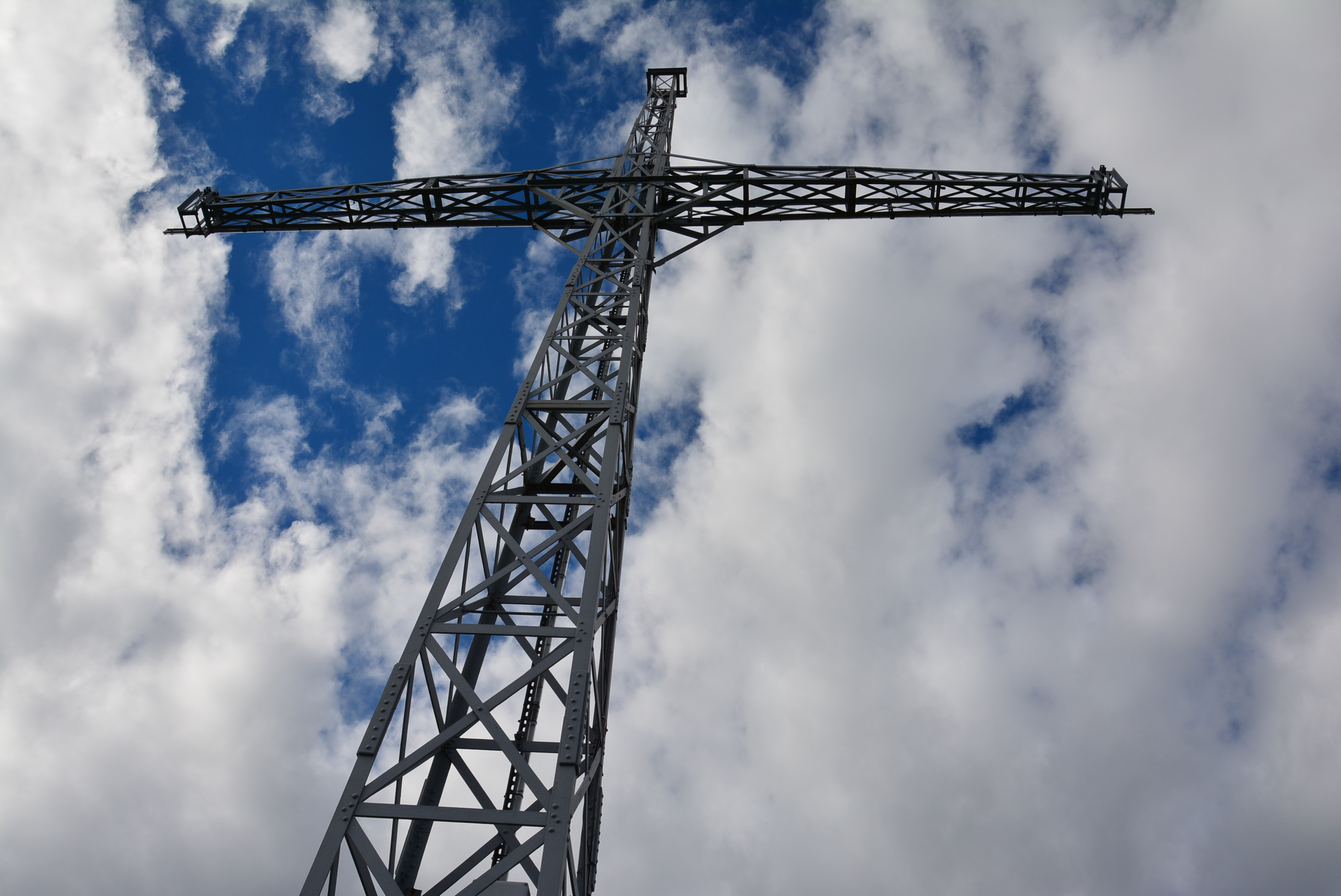
Croce posta sulla sommità del Pic du Jer

Il Pic du Jer, che raggiunge un'altezza massima di 951 metri, è diventato meta di un turismo di tipo naturalistico sfruttando l'arrivo a Lourdes dei pellegrini in visita al santuario mariano, costruito dopo le apparizioni del 1858. Oltre alla normale strada, l'ascesa verso la vetta è possibile anche tramite l'omonima funicolare, la quale, partendo dalla periferia della città, arriva in circa quindici minuti a quota 889 metri: l'impianto, inaugurato nel 1900, è stato il secondo in Francia ad essere costruito per uno scopo puramente turistico.
Dalla stazione a monte della funicolare, dove sono presenti diverse attività commerciali, diversi sentieri sia escursionistici, che percorribili in bicicletta, conducono alla vetta, sulla quale è posizionata una croce in ferro, illuminata durante le ore notturne, e ad una terrazza panoramica da cui si gode un panorama su Lourdes, Lavedan, Argelès-Gazost, Tarbes, Lannemezan, Pau e tutta la catena dei Pirenei centrali. Dal 1958 sono aperte al pubblico delle grotte, accessibili dalla sommità del Pic du Jer, poste a circa quaranta metri di profondità, formatesi quarantamila anni fa a seguito dello scioglimento di un ghiacciaio, le cui acque si sono infiltrate nella montagna. La fauna tipica della zona è composta da pecore, mufloni, cervi ed aquile.